# Krapa
Krapa (macedónul: Крапа) település Észak-Macedóniában, a Délnyugati körzet Makedonszki Brod-i járásában.

## Népesség
| Lakosok száma | 704  | 764  | 612  | 390  | 183  | 113  | 93   | 69   | 38   |
|               | 1948 | 1953 | 1961 | 1971 | 1981 | 1991 | 1994 | 2002 | 2021 |

2002-ben 69 lakosa volt, akik mindannyian macedónok.